# Combat de Vendel
Chouannerie
Batailles
Le combat de Vendel a lieu le 4 novembre 1799 pendant la Chouannerie.

## Déroulement
Le combat a lieu le 13 brumaire de l'an VIII, soit le 4 novembre 1799. D'après le rapport au département d'Ille-et-Vilaine de Coutard, commissaire du pouvoir exécutif, à six heures du matin, un espion du général Michaud signale au citoyen Aubrée, commandant de la place de Saint-Aubin-du-Cormier, qu'une troupe de chouans est active dans les communes de Saint-Georges-de-Chesné, Vendel et Saint-Jean-sur-Couesnon,. Aubrée fait alors une sortie avec 150 à 200 hommes et rencontre les chouans qui prennent la fuite,,. Les républicains font ensuite une contre-marche, mais un deuxième combat a lieu entre trois et quatre heures du soir. Une fois encore, les insurgés sont mis en déroute. Cependant, un détachement de 40 hommes, séparé du reste de la troupe, se retrouve cerné et est détruit par les chouans,.

## Pertes
Le 18 brumaire de l'an VIII, soit le 9 novembre 1799, Coutard annonce le bilan du combat au département d'Ille-et-Vilaine. Selon son rapport, 24 républicains sont faits prisonniers par les chouans et 17 d'entre eux sont fusillés le 5 novembre au Champ-Picard, près de la ferme de Mesaubouin, dans la commune de Billé,,. Les sept autres prisonniers — deux militaires, trois gardes nationaux et deux hommes de la compagnie franche — sont en revanche relâchés,,. Au total, selon Coutard, les pertes des républicains sont de 28 morts — dont 19 militaires de la 13e compagnie, deux militaires de la 82e, cinq hommes de la compagnie franche, un garde national et un guide — et deux blessés. L'état-major général de Rennes donne pour sa part un bilan de 31 tués en combattants ou « fusillés après avoir été pris ».
Avant de se retirer, les chouans ordonnent à Cupif, le fermier de Mesaubouin, de faire enterrer les morts. Cupif et ses domestiques creusent alors une fosse pour y déposer les corps, mais ils constatent qu'une des victimes de la fusillade est encore vivante, bien que criblée de balles. Le rescapé s'avère être un paysan de Mecé qui servait de guide aux détachements républicains. Celui-ci est secouru par le fermier, qui le fait transporter dans un grenier et lui fait apporter des soins. Il succombe cependant trois jours plus tard et est enterré dans le cimetière de Billé. Avant de mourir, il sauve cependant Cupif lorsque des gardes nationaux de Billé investissent Mesaubouin avec l'intention d'incendier la ferme et de fusiller le fermier. Découvert dans le grenier, il livre le récit des événements aux gardes nationaux qui épargnent Cupif.
Les pertes des chouans ne sont pas connues. Un chef nommé Bodin, dit « Le Vengeur », est capturé par les patriotes et conduit à la prison Saint-Michel de Rennes.